# Norm Coleman
Norman Bertram Coleman, detto Norm (New York, 17 agosto 1949), è un politico e avvocato statunitense, senatore per lo stato del Minnesota dal 2003 al 2009 ed in precedenza sindaco di St. Paul dal 1994 al 2002. Membro del Partito Repubblicano dal 1996, essendo dapprima stato iscritto ed eletto sindaco con il DFL, è stato eletto al Senato dopo la morte del senatore Paul Wellstone ed è successivamente stato sconfitto nelle elezioni del 2008 dal democratico Al Franken  per soli 312 voti.